# Tro & Mission
Tro & Mission er en avis, der udgives af Luthersk Mission (LM). Avisen udkommer 22 gange årligt med 14 dages intervallet i foråret og efteråret. Avisen indeholder historier fra LM's arbejde i Danmark og i udlandet til inspiration samt kirkelige nyheder fra ind- og udland, andagter og debat.

## Historie
Tro & Mission udkom første gang i 1901 under navnet Missionsvennen. Missionsvennen var LM's organ for mission i Danmark og udlandet. En stor del af indholdet er optryk af breve fra missionæren Jens Mikael Thøgersen Winther, men avisen indeholder også beretninger om mission uden for LM.
I 2001 skiftede Missionsvennen navn til Avisen Tro & Mission, men "Avisen" blev droppet i 2007.

## Redaktører
- Nicklas Lautrup-Meiner, 2015 -
- Birger Reuss Schmidt, 2010-2014
- David Mandix Carlsen, 2008-2010
- Carsten Skovgaard-Holm, 1994-2007
- Birger Reuss Schmidt 1987-1993
- Leif E. Kristensen 1984-1986
- Povl Johannes Marinus Petersen